# Jeanette Schwamberger
Jeanette Schwamberger (*  9. Oktober 1972 in Karlsruhe) ist eine deutsche politische Beamtin und seit 2025 Staatssekretärin im Bundesministerium der Finanzen.

## Leben
Nachdem Schwamberger 1992 ihr Abitur am Wilhelm-Hausenstein-Gymnasium in Durmersheim ablegte, studierte sie Wirtschaftswissenschaft an der Freien Universität Berlin. Sie beendete ihr Studium 2000 mit dem Abschluss als Diplom-Volkswirtin und war anschließend von 2001 bis 2003 als Consultant bei Cap Gemini Ernst & Young tätig. 2003 trat sie in den Staatsdienst ein und war zunächst als Referentin in den Referaten „Finanzpolitische und volkswirtschaftliche Grundsatzfragen; Internationale Finanz- und Währungspolitik“ und „Finanzbeziehungen zu den Ländern und Gemeinden, Rechtsangelegenheiten“ im Bundesministerium der Finanzen tätig. Nach einem Auslandsaufenthalt 2007 als Referentin bei der Ständigen Vertretung der Bundesrepublik Deutschland bei den Vereinten Nationen in New York kehrte sie nach Berlin ins Bundesministerium der Finanzen zurück und war dort zunächst Redenschreiberin und zwischen 2008 und 2011 während der Weltfinanzkrise Pressesprecherin. 2011 bis 2014 war sie persönliche Referentin und Leiterin des Berliner Büros von Altkanzler Helmut Schmidt und im Anschluss bis 2017 stellvertretende Leiterin der Planungsgruppe der SPD-Bundestagsfraktion.
Mit der Ernennung von Olaf Scholz (SPD) zum Bundesminister der Finanzen 2018 wechselte auch sie ins Bundesministerium der Finanzen zurück und stieg dort von der Leiterin des Referats „Bilaterale Beziehungen zu EU-Staaten und EFTA/EWR-Staaten; Deutsch-Französische Zusammenarbeit; EU-Erweiterung“ über die Leitung des Pressereferats und später des Ministerbüros bis zur Unterabteilungsleiterin „Planung und Strategie; Ministerbüro“ auf.
Sie war von 2021 bis 2025 Leiterin des Kanzlerbüros von Olaf Scholz im Amt einer Ministerialdirektorin im Bundeskanzleramt. Damit war sie die Nachfolgerin von Beate Baumann, der Büroleiterin von Angela Merkel.
Schwamberger wurde im Zuge der Bildung des Kabinetts Merz am 6. Mai 2025 unter Bundesminister Lars Klingbeil (SPD) zur Staatssekretärin im Bundesministerium der Finanzen ernannt. Ihre Zuständigkeit liegt dabei auf Europapolitik, internationale Finanzpolitik sowie Finanzmarktpolitik.